# Farilhões

Archipel der Berlengas, die Farilhões am oberen Kartenrand

Die Farilhões, auch Farilhões-Forcadas genannt, sind ein Archipel kleiner unbewohnter portugiesischer Inseln im Atlantischen Ozean innerhalb des größeren Archipels der Berlengas vor der Küste bei der Stadt Peniche.
Die Inselgruppe liegt etwa 6,5 Kilometer nordnordwestlich der Hauptinsel Berlenga Grande.
Die drei größten Inseln heißen:
- Farilhão Grande
- Farilhão de Nordeste
- Farilhão da Cova